# Прибойски пролом
Прибойският пролом е пролом на река Струма (3-ти по ред по течението ѝ) в Западна България, в южната част на планината Черна гора, в Община Радомир и Община Ковачевци, област Перник. Свързва централната със западната част на Радомирската котловина.
Проломът е с епигенетичен произход и е с дължина около 6 km, а средната му надморската височина е 618 m. Всечен е на 200 – 250 m в планината.
Започва в района на село Прибой на 630 m н.в., прави голяма, изпъкнала на север дъга и завършва източно от село Лобош на 603 m н.в. При изхода на пролома е изградена преградната стена на язовир Пчелина, водите на който изцяло са заляли цялото протежение на пролома, в т.ч. и част от заличено село Пчелинци.

## Топографска карта
- Лист от карта K-34-58. Мащаб: 1 : 100 000.